# قائمة أنواع العجوقة
يوجد عدة أنواع من جنس العجوقة:	  
- عجوقة أرضية (الاسم العلمي: Ajuga chamaepitys)
- عجوقة عطرية (الاسم العلمي: Ajuga iva)
- عجوقة مشرقية (الاسم العلمي: Ajuga orientalis)
- عجوقة ثلاثية (الاسم العلمي: Ajuga tridactylites)
- عجوقة فلسطينية (الاسم العلمي: Ajuga palaestina)
- عجوقة خشبية (الاسم العلمي: Ajuga xylorrhiza)
- عجوقة خطية (الاسم العلمي: Ajuga linearifolia)
- عجوقة إنحنائية (الاسم العلمي: Ajuga campylanthoides)
- عجوقة بيضاء (الاسم العلمي: Ajuga leucantha)
- عجوقة شبكية (الاسم العلمي: Ajuga dictyocarpa)
- عجوقة صفصافية (الاسم العلمي: Ajuga salicifolia)
- عجوقة قصيرة (الاسم العلمي: Ajuga brachystemon)
- عجوقة كاملة (الاسم العلمي: Ajuga integrifolia)
- عجوقة متعددة (الاسم العلمي: Ajuga multiflora)
- عجوقة منحنية (الاسم العلمي: Ajuga campylantha)
- عجوقة إيرانية جنوبية (الاسم العلمي: Ajuga austroiranica)
- عجوقة بوستي (الاسم العلمي: Ajuga postii)
- عجوقة بيسكي (الاسم العلمي: Ajuga piskoi)
- عجوقة بيضوية الرأْس (الاسم العلمي: Ajuga oocephala)
- عجوقة بيضوية الورق (الاسم العلمي: Ajuga ovalifolia)
- عجوقة تايوانية (الاسم العلمي: Ajuga taiwanensis)
- عجوقة تركستانية (الاسم العلمي: Ajuga turkestanica)
- عجوقة تينوري (الاسم العلمي: Ajuga tenorei)
- عجوقة جميلة (الاسم العلمي: Ajuga spectabilis)
- عجوقة جنوبية (الاسم العلمي: Ajuga australis)
- عجوقة حريرية (الاسم العلمي: Ajuga bombycina)
- عجوقة ديفسانية (الاسم العلمي: Ajuga davisiana)
- عجوقة رخوة (الاسم العلمي: Ajuga flaccida)
- عجوقة زاحفة (الاسم العلمي: Ajuga reptans)
- عجوقة زاخوية (الاسم العلمي: Ajuga zakhoensis)
- عجوقة سحلبية (الاسم العلمي: Ajuga ophrydis)
- عجوقة شقوقية (الاسم العلمي: Ajuga chasmophila)
- عجوقة صخرية (الاسم العلمي: Ajuga saxicola)
- عجوقة صغيرة الزهرة (الاسم العلمي: Ajuga parviflora)
- عجوقة صلبة (الاسم العلمي: Ajuga robusta)
- عجوقة ظلية (الاسم العلمي: Ajuga sciaphila)
- عجوقة عربية (الاسم العلمي: Ajuga arabica)
- عجوقة غريبة (الاسم العلمي: Ajuga bastarda)
- عجوقة غمامية (الاسم العلمي: Ajuga nubigena)
- عجوقة غينا الجديدة (الاسم العلمي: Ajuga novoguineensis)
- عجوقة فوري (الاسم العلمي: Ajuga fauriei)
- عجوقة فوريستي (الاسم العلمي: Ajuga forrestii)
- عجوقة قزمانية (الاسم العلمي: Ajuga chamaecistus)
- عجوقة قزمة (الاسم العلمي: Ajuga pygmaea)
- عجوقة قطعية (الاسم العلمي: Ajuga incisia)
- عجوقة كبيرة الزهرة (الاسم العلمي: Ajuga grandiflora)
- عجوقة كبيرة البذرة (الاسم العلمي: Ajuga macrosperma)
- عجوقة لكسماني (الاسم العلمي: Ajuga laxmannii)
- عجوقة لينة (الاسم العلمي: Ajuga mollis)
- عجوقة ماكيني (الاسم العلمي: Ajuga makinoi)
- عجوقة متبقية (الاسم العلمي: Ajuga relicta)
- عجوقة متدلية (الاسم العلمي: Ajuga decumbens)
- عجوقة متعرجة (الاسم العلمي: Ajuga sinuata)
- عجوقة متقرحة (الاسم العلمي: Ajuga vesiculifera)
- عجوقة مختلطة (الاسم العلمي: Ajuga mixta)
- عجوقة مستطيلة (الاسم العلمي: Ajuga oblongata)
- عجوقة مفصصة (الاسم العلمي: Ajuga lobata)
- عجوقة مكسوة (الاسم العلمي: Ajuga vestita)
- عجوقة نغلة (الاسم العلمي: Ajuga adulterina)
- عجوقة نفلية (الاسم العلمي: Ajuga lupulina)
- عجوقة نيبونية (الاسم العلمي: Ajuga nipponensis)
- عجوقة هجينة (الاسم العلمي: Ajuga hybrida)
- عجوقة هدبية (الاسم العلمي: Ajuga ciliata)
- عجوقة هرمية (الاسم العلمي: Ajuga pyramidalis)
- عجوقة يابانية (الاسم العلمي: Ajuga japonica)
- عجوقة موردة (الاسم العلمي: Ajuga pantantha)
- عجوقة جنيفية (الاسم العلمي: Ajuga genevensis)
- عجوقة شيكوتانية (الاسم العلمي: Ajuga shikotanensis)
- عجوقة يزونية (الاسم العلمي: Ajuga yesoensis)
- عجوقة بوربسيانية (الاسم العلمي: Ajuga borbasiana)
- عجوقة دكاريانية (الاسم العلمي: Ajuga decaryana)
- عجوقة بونينسيمية (الاسم العلمي: Ajuga boninsimae)
- عجوقة أرجي (الاسم العلمي: Ajuga argyi)
- عجوقة هلكسينية (الاسم العلمي: Ajuga halacsyana)
- عجوقة مشرقة (الاسم العلمي: Ajuga lucida)
- عجوقة قزمية (الاسم العلمي: Ajuga pumila)
- عجوقة صغيرة الورقة (الاسم العلمي: Ajuga microphylla)
- عجوقة جدلية (الاسم العلمي: Ajuga controversa)
- عجوقة ذئبانية (الاسم العلمي: Ajuga lycopsiformis)
- عجوقة ريشنجيري (الاسم العلمي: Ajuga rechingeri)
- عجوقة ناعمة (الاسم العلمي: Ajuga laevigata)